# William Edward Barton

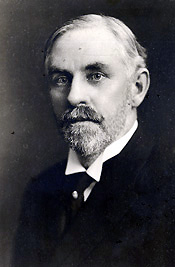
William Edward Barton

William Edward Barton (* 11. April 1868 im Pickens County, South Carolina; † 29. Juli 1955 in Houston, Missouri) war ein US-amerikanischer Politiker. Zwischen 1931 und 1933 vertrat er den Bundesstaat Missouri im US-Repräsentantenhaus.

## Werdegang
Noch als Kleinkind zog William Barton im Jahr 1869 mit seinen Eltern in das Crawford County in Missouri, wo er später die öffentlichen Schulen besuchte. Außerdem absolvierte er das Steelville Normal and Business Institute. In der Folge arbeitete er auf Farmen, im Bergbau und für die Eisenbahn. Von 1889 bis 1892 war er auch Lehrer. Nach einem Jurastudium an der University of Missouri in Columbia und seiner 1894 erfolgten Zulassung als Rechtsanwalt begann er in Houston in diesem Beruf zu arbeiten. Während des Spanisch-Amerikanischen Krieges war er Feldwebel in einer Infanterieeinheit aus Missouri. In den Jahren 1896 und 1906 nahm Barton als Delegierter an zwei Rechtskonferenzen auf Staatsebene teil.
In den Jahren 1901 und 1902 war Barton Staatsanwalt im Texas County. Danach fungierte er zwischen 1923 und 1928 als Richter im 19. Gerichtsbezirk seines Staates. Politisch war er Mitglied der Demokratischen Partei. Bei den Kongresswahlen des Jahres 1930 wurde Barton im 16. Wahlbezirk von Missouri in das US-Repräsentantenhaus in Washington, D.C. gewählt, wo er am 4. März 1931 die Nachfolge von Rowland Louis Johnston antrat. Da im Jahr 1932 sein Wahlbezirk aufgelöst wurde und er von seiner Partei in keinem anderen Distrikt zur Wiederwahl nominiert wurde, konnte er bis zum 3. März 1933 nur eine Legislaturperiode im Kongress absolvieren. Diese war von den Ereignissen der Weltwirtschaftskrise bestimmt.
Zwischen 1934 und 1946 amtierte William Barton als Bezirksrichter. Danach praktizierte er wieder als Anwalt. Er starb am 29. Juli 1955 in Houston, wo er auch beigesetzt wurde.